# Institut de formation d'ambulanciers
En France, un Institut de formation d'ambulanciers (IFA) forme en 801 heures les futurs professionnels au métier d'ambulancier avec le diplôme d'État d'ambulancier (DEA) et en 70 heures au métier d'auxiliaire ambulancier. L'accès aux études est règlementé et l'entrée en institut de formation d'ambulanciers s'effectue par sélection de dossier puis entretien de motivation.
Les IFA sont rattachés auprès du Ministère de la Santé, des agences régionales de santé, ou auprès des centres hospitaliers universitaires (CHU).

## Processus de sélection à la formation au Diplôme d’État d'Ambulancier
Le processus de sélection des candidats comprend une admissibilité sur dossier et un entretien d'admission. Pour se présenter à l'entretien d'admission, les candidats doivent réaliser un stage d'observation de 70 heures dans un service hospitalier chargé du transport sanitaire ou dans une entreprise de transport sanitaire.

### Épreuve d'admissibilité
L'épreuve d'admissibilité consiste en une étude de dossier contenant notamment :
- Un curriculum vitæ
- Une lettre de motivation manuscrite
- Un document manuscrit relatant, au choix du candidat, soit une situation personnelle ou professionnelle vécue, soit son projet professionnel en lien avec les attendus de la formation

A l'issue de l'évaluation des dossiers d'admissibilité, les candidats ayant obtenu une note supérieure ou égale à 10 sur 20 sont déclarés admissibles.

### Épreuve d'admission
L'épreuve d'admission comprend une présentation orale de 5 minutes du candidat en lien avec son stage d'observation lorsqu'il est réalisé ou son parcours professionnel antérieur lorsqu'il en est dispensé (8 points), suivie d'un entretien de 15 minutes avec le jury (12 points).
Cette épreuve a pour objet :
- d'évaluer la capacité du candidat à s'exprimer et à ordonner ses idées pour argumenter de façon cohérente
- d'apprécier les aptitudes et la capacité du candidat à suivre la formation
- d'apprécier le projet professionnel du candidat et sa motivation

À l'issue de l'entretien, les candidats ayant obtenu une note inférieure à 8 sur 20 ne sont pas admis. Ceux ayant obtenu une note supérieure à 8 sur 20 sont inscrits sur une liste d'admission dont les seuls les N premiers seront réellement admis (en fonction des places disponibles de l'IFA concerné).

## Enseignement de la formation au Diplôme d’État d'Ambulancier
Depuis 2022, la formation se compose de 23 semaines de cours :
- 16 semaines de cours théoriques et pratiques (556 heures)
- 7 semaines de stages en milieu professionnel (245 heures)

L'enseignement est dispensé sous forme d'unités d'enseignement, appelées "Modules" :
- Module 1 : Relation et communication avec les patients et leur entourage

- Module 2 : Accompagnement du patient dans son installation et ses déplacements

- Module 3 : Mise en œuvre des soins d'hygiène et de confort adaptés et réajustement
- Module 4 : Appréciation de l'état clinique du patient
- Module 5 : Mise en œuvre de soins adaptés à l'état du patient notamment ceux relevant de l'urgence
- Module 6 : Préparation, contrôle et entretien du véhicule adapté au transport sanitaire terrestre
- Module 7 : Conduite du véhicule adapté au transport sanitaire terrestre dans le respect des règles de circulation et de sécurité routière et de l'itinéraire adapté à l'état de santé du patient
- Module 8 : Entretien du matériel et des installations du véhicule adapté au transport sanitaire terrestre et prévention des risques associés
- Module 9 : Traitement des informations
- Module 10 : Travail en équipe pluriprofessionnelle, qualité et gestion des risques

## Enseignement de la formation à l'Auxiliaire ambulancier
Depuis 2022, la formation à l'Auxiliaire ambulancier porte sur l'hygiène, les principes et valeurs professionnelles, la démarche relationnelle envers les membres de l'équipe et les patients, les principes d'ergonomie et les gestes et postures adaptés lors des mobilisations, des aides à la marche, des déplacements et des portages ou brancardages, et les règles du transport sanitaire. La formation inclus également la Formation aux Gestes et Soins d'Urgences de niveau 2 (AFGSU 2).